# 非洲侏儒鼠
非洲侏儒鼠（學名：Mus minitoides）是撒哈拉以南非洲地区常见的一种非常小型的啮齿动物。在世界其他地方，非洲侏儒鼠被当作宠物饲养。成鼠平均体长5厘米，平均体重5克，怀孕期20天，通常生下3只幼崽，眼瞎无毛，很少生2、5只幼崽。幼崽出生时的平均体重为0.8克，在两周后睁开眼睛，并在三周后断奶。牠們通常能存活2年，但圈养的非洲侏儒鼠最长寿命为4年零4个月。牠们具有非常好的跳跃能力，可以跳跃9倍于身体的长度。